# 桑森泰
桑森泰（1361年？—1421年），本名翁歡（ອຸ່ນເຮືອນ，Oun Heuan），老撾蘭滄王國國王法昂之子，大約在1378年，桑森泰即位，至1421年去世。《明史》称之为刀線歹或刀線達。

## 生平
桑森泰是老撾蘭滄王國國王法昂的之子。據老撾史書記載，因其父法昂晚年暴虐，老撾的貴族們將法昂推翻，並放逐到蘭那。隨後，老撾貴族們又擁立法昂的長子翁歡為國王。小曆735年（1373），翁歡即位後，調查了老撾五個大區域的人口，有泰人三十萬，佧人四十萬，故而號稱“桑森泰”，意為三十萬泰人。

在明代文獻中，桑森泰被稱為“刀線歹”。建文四年（1401），刀線歹以老撾土官的身份向明朝朝貢。永樂二年（1404）四月，明朝設置老撾軍民宣慰使司，以刀線歹為宣慰使。永樂末期，因刀線歹暗中支持黎利，因此與明朝關係一度惡化。刀線歹與永樂十九年（1421）四月，最後一次出現與《明太宗實錄》中。宣德年間，有出現了“刀線達”，很可能是桑森泰之子蘭琴登。

大約在1421年，桑森泰于新年日去世，一說在位四十三年，六十歲去世，一說七十四歲時去世。桑森泰有許多兒子，王位由長子蘭琴登繼承。

## 親屬
關於桑森泰的后妃和子女的說法有多中，大致有三四位王后、六七名兒子，五名公主。

兒子：
1. 陶孟班，受封於卡朋城，後為蘭滄國王披耶悶。
2. 蘭坎登，後為蘭滄國王。
3. 陶賽。
4. 陶坎登，受封於北會瑯城，後為蘭滄國王披耶巴。
5. 陶空坎，受封於芒薩城，後為蘭滄國王披耶清薩。
6. 陶呂猜，受封於旺武里，後為蘭滄國王披耶猜。
7. 陶琴吉，後為蘭滄國王披耶琴吉。

女兒：
1. 婻娇庞芭
2. 婻阿努查
3. 婻玛诺拉
4. 婻苏派腊

## 腳註
1. ↑  .   [2017-10-18]. （原始内容存档于2017-07-26）.

| 前任： 法昂 | 瀾滄王國國王 1378年？—1421年 | 繼任： 蘭琴登 |